# 钟炳昌
钟炳昌（1915年—2017年9月17日）江西省兴国县樟木乡塘埠村人，中国人民解放军开国少将。

## 生平
1932年参加中国工农红军，历任红一军团后方医院看护班长、干事、副政治指导员、政治指导员，红一军团供给部、司令部副政治指导员，先后参加中央苏区第四、五次反“围剿”战争，1934年10月随中央红军主力长征。
长征期间，钟炳昌随红一军团后方医院冲破敌人四道封锁线，一路抢救伤病员。遵义会议后，部队到达云贵边境，遭南京国民政府军机轰炸，钟炳昌在抢救伤员时负伤。此后他拄拐杖爬雪山、过草地，到达陕北。
抗日战争时期，钟炳昌任八路军一一五师新兵营第三连政治指导员，率部打击侵华日军，为巩固和发展晋察冀边区作出了贡献。
第二次国共内战时期，钟炳昌历任晋察冀军区第三军分区政治部主任、第四军分区政治委员，热河纵队组织部部长，晋察冀野战军第一纵队独立第二旅政治委员，华东中国人民解放军第二十兵团六十六军一九七师政治委员。
中华人民共和国成立后，钟炳昌历任中国人民解放军第六十六军政治部主任，中国人民解放军陆军第六十七军政治委员，中华人民共和国建筑材料工业部政治部主任，四川省基本建设委员会主任，中国科学院副秘书长、政治部副主任，中央纪律检查委员会驻中国科学院纪检组组长、党组成员。“文化大革命”期间，钟炳昌受到排挤，但他排除极“左”思潮干扰，为国防“大三线”建设作出重要贡献。2000年9月，经中共中央组织部批准，按中央国家机关部长级待遇。
钟炳昌1955年被授予少将军衔。获八一勋章、独立自由勋章、解放勋章。
2017年9月17日，钟炳昌在北京医院病逝，享年102岁。2017年9月25日，遗体告别仪式在北京市八宝山革命公墓东大厅举行。